# Protomicroplitis tegularius
Protomicroplitis tegularius är en stekelart som först beskrevs av Papp 1959.  Protomicroplitis tegularius ingår i släktet Protomicroplitis och familjen bracksteklar. Inga underarter finns listade i Catalogue of Life.